# Chankagenesia yangi
Chankagenesia yangi is een haft uit de familie Palingeniidae. De wetenschappelijke naam van de soort is voor het eerst geldig gepubliceerd in 1937 door Hsu.
De soort komt voor in het Palearctisch gebied.